# Villas de Xochitepec
Villas de Xochitepec es una localidad del estado mexicano de Morelos. Es parte del municipio de Xochitepec.

## Toponimia
El nombre «Xochitepec» proviene de los términos en náhuatl: xochitl, flor; tepetl, cerro; co, locativo. Su significado es «En el cerro de las flores».

## Demografía
| Censo | Población |
| ----- | --------- |
| 2000  | 8         |
| 2010  | 2226      |
| 2020  | 3409      |